# Życzicy
Życzicy (ros. Жичицы) – wieś (ros. деревня, trb. dieriewnia) w zachodniej Rosji, w osiedlu wiejskim Titowszczinskoje rejonu diemidowskiego w obwodzie smoleńskim.

## Geografia
Miejscowość położona jest przy drodze regionalnej 66K-28 (R120 – Rudnia – Diemidow), 19,5 km od centrum administracyjnego osiedla wiejskiego (Titowszczina), 23 km od centrum administracyjnego rejonu (Diemidow), 60,5 km od stolicy obwodu (Smoleńsk), 17 km od granicy z Białorusią.
W granicach miejscowości znajdują się ulice: Dacznaja, Drozdowskaja, Jegorowa, Ługowaja, Mołodiożnaja, Ostrowskaja, Polewaja, Szkolnaja.

## Demografia
W 2010 r. miejscowość zamieszkiwało 168 osób.

## Historia
Pierwsza wzmianka o miejscowości pod nazwą Żydcziczi pochodzi z XII wieku.
W czasie II wojny światowej od lipca 1941 roku wieś była okupowana przez hitlerowców. Wyzwolenie nastąpiło we wrześniu 1943 roku.
Na mocy uchwały z dnia 28 maja 2015 roku wszystkie miejscowości zlikwidowanej jednostki administracyjnej Życzickoje (w tym Życzicy – siedziba tejże) weszły w skład osiedla wiejskiego Titowszczinskoje.